# 美国心脏协会
美国心脏协会 (英語：American Heart Association)是一个美国心脏病学组织。

## 历史

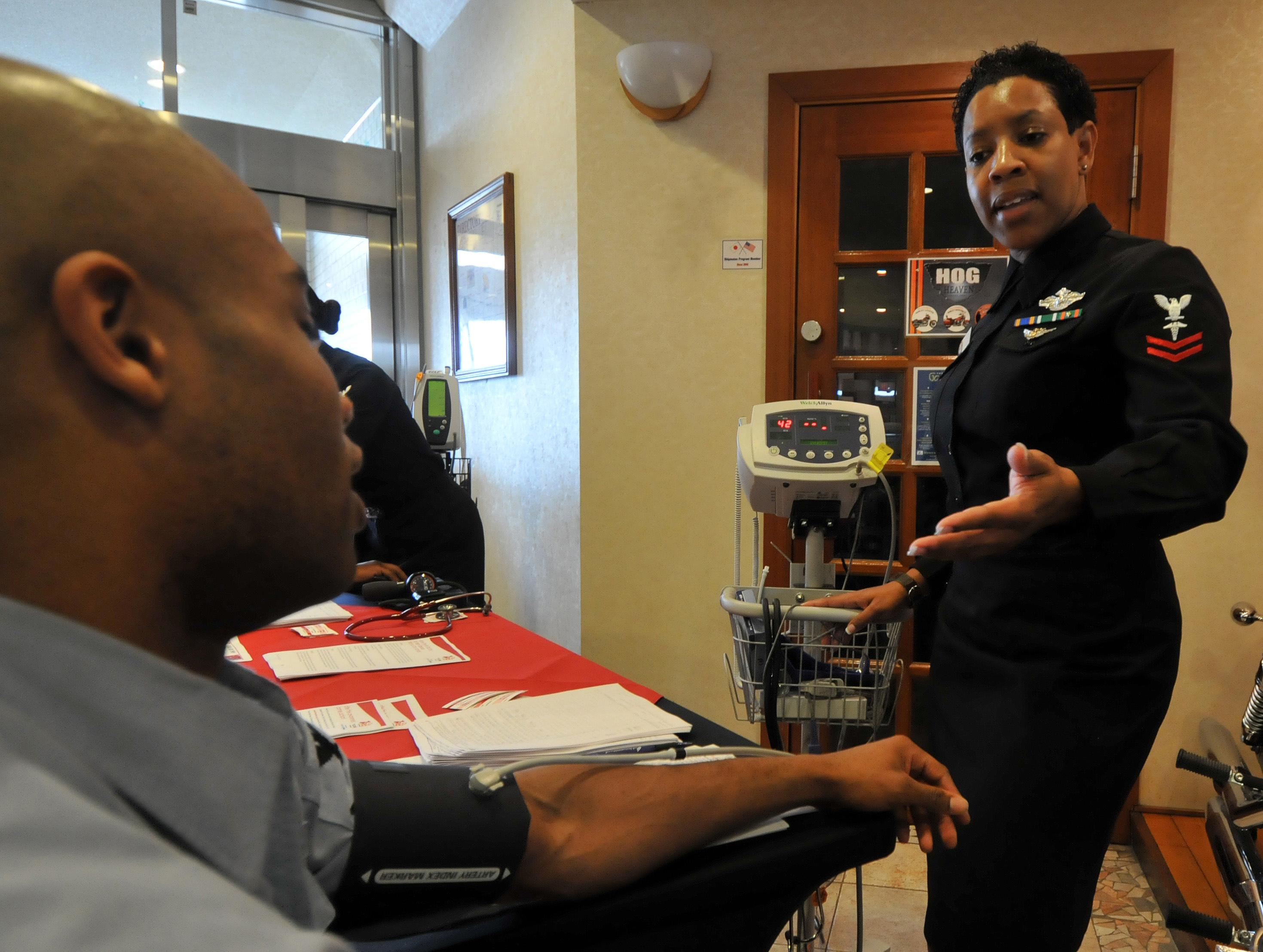
检测血压

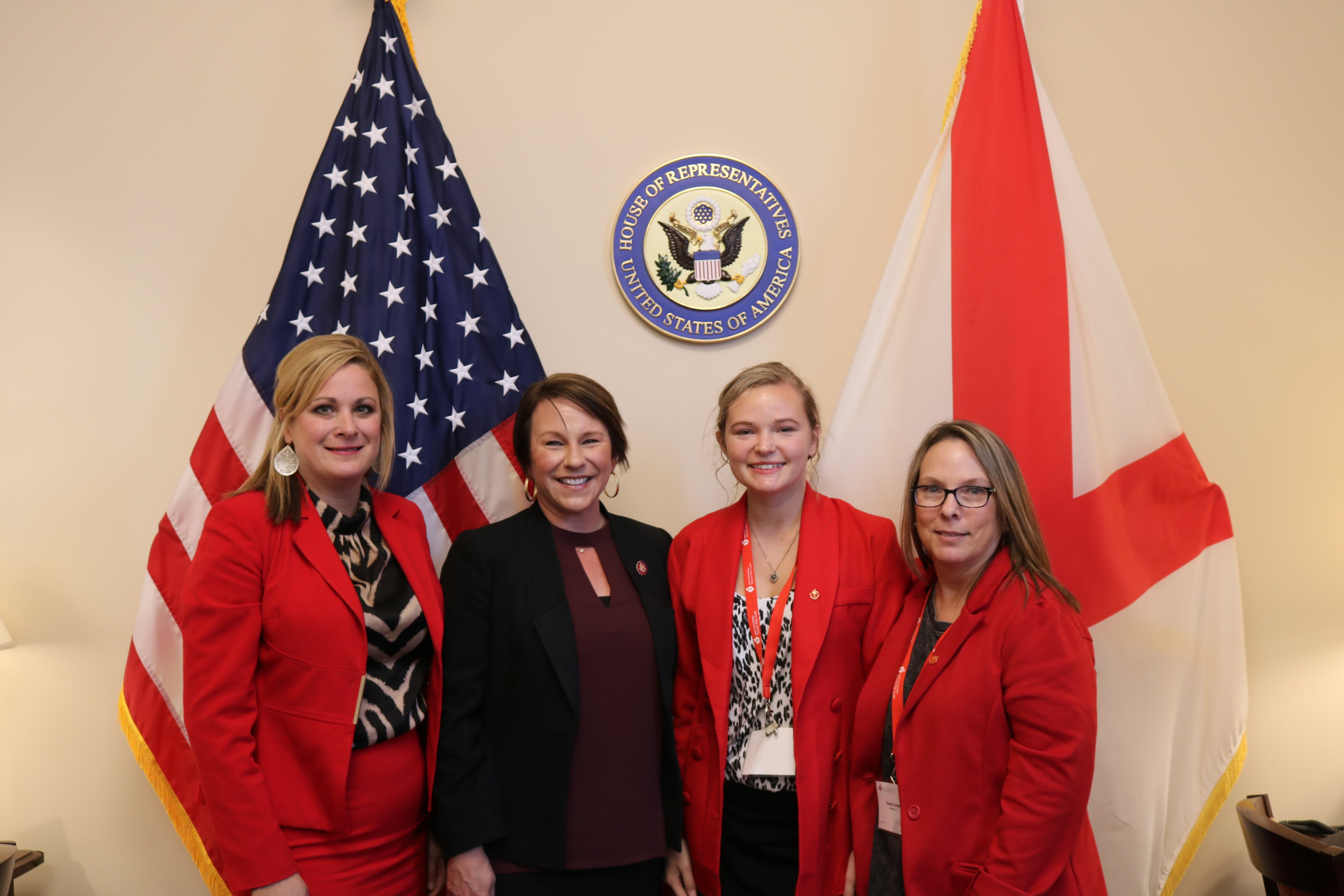
玛莎·罗比会见美国心脏协会代表

1924年成立于美国纽约市，后将总部搬迁至德克萨斯州达拉斯，致力于心脏病，卒中和心肺复苏的研究治疗。有内部期刊《美国心脏协会期刊》和《循环 (医学杂志)》。